# Bidessus seydeli
Bidessus seydeli är en skalbaggsart som beskrevs av Olof Biström 1985. Bidessus seydeli ingår i släktet Bidessus och familjen dykare. Inga underarter finns listade i Catalogue of Life.